# ۳۱۹ برادوی
۳۱۹ برادوی (انگلیسی: 319 Broadway) یک ساختمان اداری در خیابان برادوی، منهتن، نیویورک است.
این ساختمان که در سال ۱۸۶۹ شروع به ساخت و در سال ۱۸۷۰ افتتاح شده‌است دارای ۵ طبقه و ۱۶.۸۸ متر ارتفاع می‌باشد.